# Mîhailivka, Snovsk
Mîhailivka (în ucraineană Михайлівка) este un sat în comuna Snovske din raionul Snovsk, regiunea Cernihiv, Ucraina.

## Demografie
Componența lingvistică a localității Mîhailivka
     Ucraineană (98,14%)
     Rusă (1,86%)
Conform recensământului din 2001, majoritatea populației localității Mîhailivka era vorbitoare de ucraineană (98,14%), existând în minoritate și vorbitori de rusă (1,86%).